# Nie pytaj o Polskę
Nie pytaj o Polskę – piosenka autorstwa Grzegorza Ciechowskiego, nagrana z zespołem Obywatel G.C. z 1988 roku. Piosenka znalazła się na drugiej płycie pt. „Tak! tak!”. Utwór ma charakter erotyku i opowiada o relacji podmiotu lirycznego do ojczyzny. 26 czerwca 1988 piosenka zadebiutowała na liście przebojów Programu Trzeciego, gdzie spędziła 21 tygodni w zestawieniu, z czego 4 tygodnie na miejscu pierwszym.

## Tekst
Utwór kojarzony jest z silną manifestacją tożsamości narodowej. Autor opisuje Polaków, jako ludzi zmęczonych, znudzonych życiem i własną pracą. Brakuje im radości oraz nadziei na przyszłość. Nie mają oni okazji do zabawy w kraju, gdzie coraz bardziej szerzy się bieda, bezrobocie, alkoholizm, przestępczość i inne patologie. Pomimo tych wszystkich problemów autor stara się znaleźć jakieś pozytywy.

## Nawiązania
W 2008 Eldo wydał płytę Nie pytaj o nią, gdzie tytułowa piosenka nawiązywała do utworu Ciechowskiego.

## Wybrane wykonania i covery
- Kasia Kowalska – na płycie Ciechowski. Moja krew (2010)
- Krzysztof Zalewski – piosenka do filmu Historia Roja (2016)[4]
- Jacek Bończyk – album Resume (z wątkiem kosmicznym) (2013)
- Igor Herbut i LemON – 8 czerwca 2014, koncert „25 lat! Wolność – kocham i rozumiem” na 51. Krajowym Festiwalu Piosenki Polskiej w Opolu
- Zbeer – na tribute albumie wydanym w 2018 r. pod tytułem RE[punk}BLIKA. Nieustanne pogo[5][6][7]
- Michał Szpak – 19 sierpnia 2021, koncert jubileuszowy TVN24 #Nasze20lecie na Top of the Top Sopot Festival 2021[8]
- Edyta Górniak – 3 września 2021, koncert „Od Opola do Opola: Największe Gwiazdy! Legendarne Przeboje!” na 58. Krajowym Festiwalu Polskiej Piosenki w Opolu[9]

## Pozycja na listach przebojów
| Rok  | Top wszech czasów Programu Trzeciego Polskiego Radia | Polski top wszech czasów Programu Trzeciego Polskiego Radia | Pozostałe | Opis                                                          |
| ---- | ---------------------------------------------------- | ----------------------------------------------------------- | --------- | ------------------------------------------------------------- |
| 1994 | 50                                                   | –                                                           | –         | –                                                             |
| 1995 | 53                                                   | –                                                           | –         | –                                                             |
| 1996 | 75                                                   | –                                                           | –         | –                                                             |
| 1997 | 61                                                   | –                                                           | –         | –                                                             |
| 1998 | 64                                                   | –                                                           | –         | –                                                             |
| 1999 | 55                                                   | –                                                           | –         | –                                                             |
| 2000 | –                                                    | –                                                           | –         | –                                                             |
| 2001 | 83                                                   | –                                                           | –         | –                                                             |
| 2002 | 53                                                   | –                                                           | –         | –                                                             |
| 2003 | 48                                                   | –                                                           | –         | –                                                             |
| 2004 | 53                                                   | –                                                           | –         | –                                                             |
| 2005 | 60                                                   | –                                                           | –         | –                                                             |
| 2006 | 46                                                   | –                                                           | –         | –                                                             |
| 2007 | 45                                                   | –                                                           | 29        | Top Wszech Czasów Marka Niedźwieckiego w Radiu Złote Przeboje |
| 2008 | 42                                                   | 9                                                           | 16        | Top Wszech Czasów Marka Niedźwieckiego w Radiu Złote Przeboje |
| 2009 | 86                                                   | 8                                                           | 42        | Top Wszech Czasów Marka Niedźwieckiego w Radiu Złote Przeboje |
| 2010 | 27                                                   | 5                                                           | –         | –                                                             |
| 2011 | 37                                                   | 4                                                           | –         | –                                                             |
| 2012 | 38                                                   | 5                                                           | –         | –                                                             |
| 2013 | 40                                                   | 4                                                           | –         | –                                                             |
| 2014 | 26                                                   | 2                                                           | –         | –                                                             |
| 2015 | 19                                                   | 2                                                           | 12        | 100 polskich przebojów wszech czasów wg Kino Polska Muzyka    |
| 2016 | 14                                                   | 2                                                           | –         | –                                                             |
| 2017 | 15                                                   | 7                                                           | –         | –                                                             |
| 2018 | 11                                                   | 1                                                           | –         | –                                                             |